# Dudley Seers
 Dudley Seers (1920–1983) foi um economista britânico especializado em desenvolvimento econômico. Após o serviço militar na Marinha Real ele lecionou em Oxford e trabalhou em vários órgãos da ONU. Foi diretor do Instituto de Estudos do Desenvolvimento (Institute of Development Studies) da Universidade de Sussex, entre 1967 a 1972.
Seers ficou conhecido por rejeitar o chamado "fetichismo do crescimento" nos primeiros anos após o término da Segunda Guerra Mundial, preocupando-se com o desenvolvimento social. Ele destacou a natureza relativista das decisões sobre o desenvolvimento e questionou o valor das abordagens dos economistas neoclássicos sobre o assunto . 
Nos Critérios para o Desenvolvimento de Nixson é citado o argumento de Seers (tradução livre do original em inglês): "Fica claro que os valores que necessitamos aparecerão à nossa frente, tão logo nos perguntemos: Quais são as condições necessárias para um objetivo universalmente aceito, o da realização do potencial da personalidade humana?"(Seers em N. Baster - Measuring Development.Cass, 1972 ).
Assumindo estarem os objetivo e critérios do desenvolvimento implícitos por este, Seers enumera os "objetivos para o desenvolvimento" para países em desenvolvimento :
1. A renda familiar deve ser adequada para providenciar uma cesta capaz de suprir necessidades de alimentação, moradia, roupas e calçados.
2. Empregos devem estar disponíveis a todos os chefes de família, não apenas para garantia da distribuição generalizada da renda para subsistência mas também porque sem um trabalho não há o desenvolvimento da personalidade.
3. O acesso à educação deve ser aumentado e o nível de alfabetização, ampliado.
4. Deve ser dado à população, a oportunidade de participar do governo.
5. A independência nacional deve ser garantida de modo a que os pontos de vistas de outros governos não pré-determinem majoritariamente as decisões do governo local  (Citado por Nixson em Economics of Change in Less Developed Countries).

Para Seers, o progresso é conseguido através de metas econômicas que buscam diminuir a "subnutrição, desemprego e desigualdade"... e com isso os objetivos educacionais e políticos aumentam de importância, como objetivos de desenvolvimento.
Dudley foi casado com Patrica Seers e tiveram quatro filhos: Pauline, Andina, Susan e Phillip que lhe deram nove netos.

## Algus dos trabalhos mais importantes
- (1966) Twenty Leading Questions on the Teaching of Economics em The Teaching of Development Economics
- (1967) The Limitations of the Special Case, em Martin e Knapp, Teaching of Development Economics
- (1969) The Meaning of Development. International Development Review 11(4):3-4.
- (1970) New Approaches Suggested por Programa de Emprego da Colômbia, International Labour Review
- (1971) Development in a Divided World
- (1972) What are We Trying to Measure? Journal of Development Economics
- (1974) Redistribution with Growth (com Hollis Chenery)
- (1977) The New Meaning of Development, International Development Review
- (1977) Statistical needs for Development
- (1979) The Birth, Life and Death of Development Economics, Development and Change
- (1979) The Meaning of Development, em posfácio.Em Seers, Nafziger, Cruise O’Brien, & Bernstein
- (1979) com E. Wayne Nafziger, Donal Cruise O’Brien, & Henry Bernstein, Development Theory: Four Critical Studies. Ed. por David Lehmann. Londres:Frank Cass
- (1981) ed. Dependency Theory: A Critical Reassessment. Londres: Frances Pinter (Publishers) Ltd.
- (1983) The Political Economy of Nationalism. Nva Iorque: Oxford University Press.
- Também editor de muitos jornais importantes, incluindo Oxford Economic Papers, The Economic Journal, Journal of Development Studies e IDS Bulletin.